# エタニティーズ・チルドレン
エタニティーズ・チルドレン（Eternity's Children）はアメリカミシシッピ州クリーブランドのサンシャイン・ポップ・バンド。

## 概要
ミシシッピ州クリーブランドでファントムズとして知られるフォーク・グループとして誕生した。ファントムズは、ヴォーカリスト兼キーボーディストのブルース・ブラックマンとドラマーのロイ・ウィテカーの2人からスタートした。間もなく、リード・ギタリストのジョニー・ウォーカー、リズム・ギタリストのジェリー・バウンズ、ベーシストのチャーリー・ロスが加わり、1967年にエタニティズ・チルドレンとなったときに使われた、複雑で重なり合うヴォーカル・ハーモニーを開発し始めた。彼らの唯一無二のヒット曲「ミセス・ブルーバード」は、ビルボード・ホット100で69位を記録した、同曲はカナダのチャートでも58位を記録した。

## ヒストリー

### 結成
1965年、デルタ・カレッジの学生だったブルース・ブラックマンとロイ・ウィテカーがファントムズを結成し、仲間のジェリー・バウンズ、チャーリー・ロス、ジョニー・ウォーカーを加えた。バンドはカレッジ内で演奏し、地元ではかなりの人気を得た。1966年にミシシッピ州ビロクシに移転する前に、地元のフラッシュ・レーベルからシングル「Workin' Tired」b/w「Gonna Be Nice Tonight」をリリース。ビロクシでは、グループはビロクシ・ホテルの地下ナイトクラブのハウス・バンドとなった。このバンドは、主役でないときは、チャーリー・リッチやB.J.トーマスのようなミュージシャンのバックを務めていた。同年、バンドはフォーク・シンガーのリンダ・ローリー（1949年4月18日 - 2007年11月24日）を加え、エタニティーズ・チルドレンと改名した。また、ブラックマンが作曲した 「Can't Put A Thing Over Me」 b/w 「Time and Place」というシングルが、地元のレーベル、アポロからリリースされた。しかし、このシングルは地元のファン以外にはほとんど影響を与えなかった。

### メジャー・レーベルとの契約
1966年から1967年にかけて、バトン・ルージュのクラブのマネージャー、レイ・ロイが彼らのライブを観た後、バンドはデモをレコーディングした。ロイはビジネス・パートナーのガイ・ベレロを説得し、グループとレコーディング契約を結び、マネージャーとなった。エタニティーズ・チルドレンズはすぐにデモをレコーディングし、A&Mレコードのマネージャー、アレン・スタントンのもとに届いた。1967年春、ロサンゼルスに拠点を移したグループは、同レーベルから唯一無二のシングル「Wait and See」をリリース。元ミュージック・マシーンのベーシスト、キース・オルセンがプロデュースした。このレコードは大失敗し、ストロベリー・アラーム・クロックやブルース・マグースなどのバンドのオープニングを務めたツアーは成功したものの、彼らはA&Mレーベルから脱退した。
ヒット・シングルは出なかったものの、キャピトル・レコードは彼らに注目し、契約を結んだ。同レーベルの子会社タワーのもと、バンドはキース・オルセンとカート・ベッチャーによるプロデュースで、最も成功したシングル「ミセス・ブルーバード」b/w「リトル・ボーイ」をリリースした。「ミセス・ブルーバード」は、限られたプロモーションにもかかわらずそこそこのヒットとなり、グループのヴォーカル・ハーモニーの代表例となった。ミセス・ブルーバード」は1968年8月、ビルボード・ホット100で69位、キャッシュ・ボックス・トップ100で54位を記録したが、成功は長く続かず、シングルは3週間でチャートから消えた。続く「Sunshine Among Us」はあまり成功せず、同年9月のビルボード・バブリング・アンダー・チャートで117位を記録した。
エタニティーズ・チルドレンのデビュー・スタジオ・アルバムの制作中、マネージメントと音楽的な無関心が原因で、ブラックマン、バウンズ、ウォーカーはバンド活動から離れた。ブラックマンはこの緊張について、「信じられないほど悪いマネージメントのせいで生き残れなかった...私がグループを脱退した後、彼らは私の手柄をだまし取ろうとした」と述べている。後任としてキーボーディストのマイク・"キッド"・マクレインだけが参加し、ロス、ウィテカー、ローリーの残りのメンバーでアルバムのレコーディングを続けることになった。『エタニティーズ・チルドレン』は1968年にリリースされ、サイケデリック・ポップとサンシャイン・ポップを基調としたスタイルでロサンゼルスの地元では話題となったが、全米チャートには入らなかった。プロデューサーのオルセンとベッチャーはスタジオ・ミュージシャンを起用したため、あるトラックで誰が演奏しているかを明確に描写するのは難しい。

### セカンド・アルバムと解散その後
デビュー・アルバムには失望したものの、エタニティーズ・チルドレンは新しいプロデューサー、ゲイリー・パクストンを迎えて再結成された。ブルース・ブラックマン（前作のメイン・ソングライター）はレコーディング開始前にバンドを脱退し、ロス、ローリー、マクレーンの3人がアルバムの全曲オリジナル曲に参加することになった。パーカッショニストのボー・ワグナーがウィテカーに代わり、1969年のシングル「Till I Hear It From You」b/w「I Wanna Be With You」に参加。このシングルがチャートインしなかったため、キャピトル・レコードはセカンド・アルバム『Timeless』のアメリカでのリリースを取りやめた。しかし、カナダでは限定リリースされ、「ミセス・ブルーバード」は最も成功した。しかし、希望小売価格が高かったため、このバンドのファンはあまりこのアルバムを買わず、それ以来入手困難なアイテムとなっている。
セカンド・アルバムが失敗に終わったため、エタニティズ・チルドレンの残りのメンバーはテネシー州メンフィスに移り、サード・アルバムを制作するために別のプロデューサー、チップス・モーマンを起用した。そのアルバムは実現しなかったが、グループは1969年を通してキャピトル・レーベルからシングルをリリースし続けた。キャピトルがグループとの取引を打ち切ると、翌年、彼らはミシシッピのインディペンデント・レーベルに移籍し、さらにシングルをレコーディングした。しかし、それらはほとんど成功せず、エタニティーズ・チルドレンは解散したが、グループのバリエーションは1974年までツアーを続けた。
ワグナー、ブラックマン、ウォーカーはスターバックというバンドの一員となり、1976年の春と夏にデビュー・シングル 「Moonlight Feels Right」でナンバー3のヒットを達成した。
2003年9月30日、『The Lost Sessions』と題されたコンピレーション・アルバムがリリースされ、1960年代から1970年代初期の貴重な音源が収録された
ジョニー・ウォーカーは2007年に56歳で死去したと伝えられている（死去日、死因は不明）。
リンダ・ローリー・ペルフリー（オクラホマ州スティルウォーター生まれ）は2007年11月24日、癌のため58歳でカリフォルニア州ロサンゼルスのウッドランドヒルズにて死去

## Discography

### シングル
- "Can't Put A Thing Over Me" / "Time and Place"-Apollo 101, May 1967
- "Wait and See" / "Rumors"—A&M 866, August 1967
- "Mrs. Bluebird" / "Little Boy"—Tower 416, May 1968  (Billboard #69, Cash Box #54, RPM  #58)
- "Sunshine Among Us" / "Rupert White"—Tower 439, August 1968  (Billboard #117)
- "Till I Hear It from You" / "I Wanna Be with You"—Tower 449, November 1968
- "The Sidewalks of the Ghetto" / "Look Away"—Tower 476, May 1969
- "A Railroad Trestle in California" / "My Happiness Day"—Tower 477, May 1969

(Charles Ross III solo single; B-side is the same recording as by Eternity's Children from the self-titled album)
- "Blue Horizon" / "Lifetime Day"—Tower 498, August 1969
- "Laughing Girl" / "Little Boy"—Tower 499, August 1969

(Charles Ross III solo single; B-side is the same recording as by Eternity's Children from the self-titled album)
- "Alone Again" / "From You Unto Us"—Liberty 56162, March 1970

### アルバム
- Eternity's Children (Tower T-5123 [Mono], and ST-5123 [Stereo], April 15, 1968[15])
- Timeless (Tower ST-5144 [U.S., cancelled], Capitol Records of Canada ST-6302, 1969)
- Eternity's Children 2 LPs plus bonus tracks on 1 CD (Rev-Ola Records, 1999)
- The Lost Sessions (Gear Fab Records, 2003)
- From Us Unto You: The Original Singles CD compilation (Rev-Ola Records, 2005)
- Eternity's Children Mono/Stereo CD reissue (Rev-Ola Records, 2005)
- Timeless Stereo CD reissue (Rev-Ola Records, 2005)